# Bezirksliga Oberschlesien 1936/37
Die Bezirksliga Oberschlesien 1936/37 war die vierte Spielzeit der Bezirksliga Oberschlesien. Sie diente, neben der Bezirksliga Niederschlesien 1936/37 und der Bezirksliga Mittelschlesien 1936/37 als eine von drei zweitklassigen Bezirksligen dem Unterbau der Gauliga Schlesien. Die Meister der drei Bezirksklassen qualifizierten sich für eine Aufstiegsrunde, in der zwei Aufsteiger zur Gauliga ausgespielt wurden.
Die Bezirksliga Oberschlesien wurde in dieser Saison erneut in einer Gruppe mit elf Mannschaften im Rundenturnier mit Hin- und Rückspiel ausgetragen. Am Ende setzte sich die Sportfreunde Klausberg durch und qualifizierte sich dadurch für die Aufstiegsrunde zur Gauliga Schlesien 1937/38, bei der sich die Klausberger gemeinsam mit dem SV 33 Klettendorf durchsetzten und somit zur kommenden Saison in die Gauliga aufstiegen.

## Abschlusstabelle

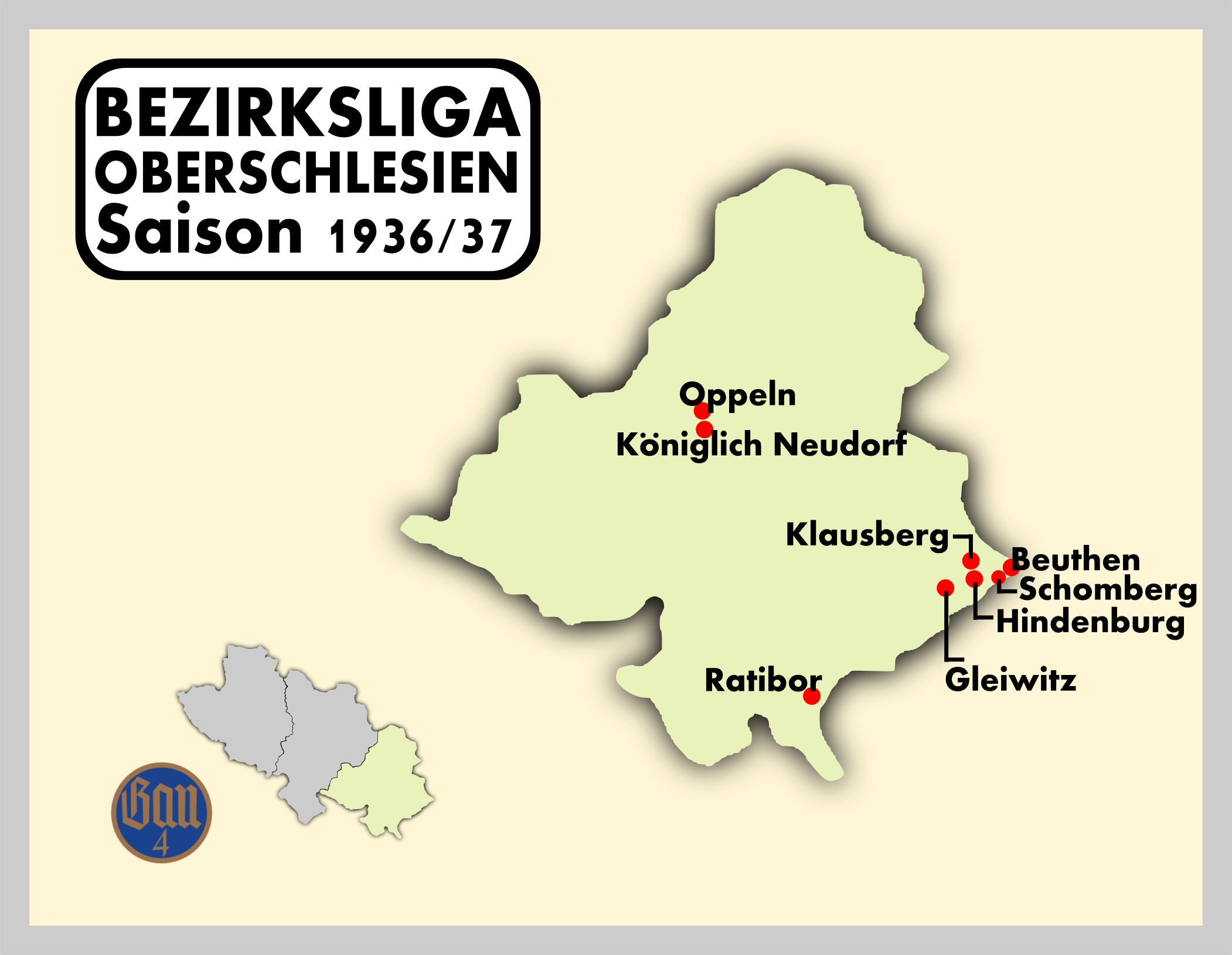
Spielorte der Bezirksliga Oberschlesien 1936/37.

| Pl. | Verein                               | Sp. | S  | U | N  | Tore    | Quote | Punkte |
| --- | ------------------------------------ | --- | -- | - | -- | ------- | ----- | ------ |
| 1.  | Sportfreunde Klausberg               | 20  | 15 | 2 | 3  | 058:230 | 2,52  | 32:80  |
| 2.  | SC Germania Oehringen A              | 20  | 13 | 3 | 4  | 072:300 | 2,40  | 29:11  |
| 3.  | SV Preußen Ratibor                   | 20  | 11 | 3 | 6  | 045:320 | 1,41  | 25:15  |
| 4.  | Vereinsring Deichsel Hindenburg (A)  | 20  | 11 | 3 | 6  | 041:350 | 1,17  | 25:15  |
| 5.  | SV 1912 Königlich Neudorf            | 20  | 7  | 4 | 9  | 044:590 | 0,75  | 18:22  |
| 6.  | SV Borsigwerk                        | 20  | 7  | 3 | 10 | 038:390 | 0,97  | 17:23  |
| 7.  | SV Schomberg (N)                     | 20  | 7  | 3 | 10 | 038:460 | 0,83  | 17:23  |
| 8.  | Beuthener BC                         | 20  | 5  | 6 | 9  | 023:470 | 0,49  | 16:24  |
| 9.  | Vereinigte Oppelner Sportfreunde (N) | 20  | 7  | 1 | 12 | 039:460 | 0,85  | 15:25  |
| 10. | Sportfreunde 1921 Ratibor            | 20  | 6  | 2 | 12 | 027:520 | 0,52  | 14:26  |
| 11. | SV Odertal Ratibor B                 | 20  | 5  | 2 | 13 | 038:540 | 0,70  | 12:28  |

| (A) | Absteiger aus der Gauliga          |
| (N) | Aufsteiger aus den 1. Kreisklassen |

## Aufstiegsrunde
In der Aufstiegsrunde spielten die einzelnen Gewinner der 1. Kreisklassen in zwei verschiedenen regionalen Gruppen um die Aufstiegsplätze zur Bezirksliga Oberschlesien 1937/38. Aus beiden Gruppen stieg die jeweils erstplatzierte Mannschaft auf.

### Gruppe Industrie
| Pl. | Verein                                                        | Sp. | S | U | N | Tore    | Quote | Punkte |
| --- | ------------------------------------------------------------- | --- | - | - | - | ------- | ----- | ------ |
| 1.  | SuSV 1912 Mechtal (Sieger 1. Kreisklasse Beuthen)             | 4   | 3 | 1 | 0 | 008:300 | 2,67  | 07:10  |
| 2.  | Werk-SV Herminenhütte Laband (Sieger 1. Kreisklasse Gleiwitz) | 4   | 1 | 2 | 1 | 005:600 | 0,83  | 04:40  |
| 3.  | 1. FC Hindenburg (Sieger 1. Kreisklasse Hindenburg)           | 4   | 0 | 1 | 3 | 003:700 | 0,43  | 01:70  |

### Gruppe Land
| Pl. | Verein                                                                | Sp. | S | U | N | Tore    | Quote | Punkte |
| --- | --------------------------------------------------------------------- | --- | - | - | - | ------- | ----- | ------ |
| 1.  | DSC Bata Ottmuth (Sieger 1. Kreisklasse Oppeln)                       | 4   | 2 | 1 | 1 | 010:300 | 3,33  | 05:30  |
| 2.  | Vereinigte Sportfreunde Preußen Neisse (Sieger 1. Kreisklasse Neisse) | 4   | 2 | 1 | 1 | 006:400 | 1,50  | 05:30  |
| 3.  | Vereinigte Coseler Sportfreunde (Sieger 1. Kreisklasse Ratibor)       | 4   | 1 | 0 | 3 | 002:110 | 0,18  | 02:60  |